# Murder the Mountains
 (août 2016).
Si vous disposez d'ouvrages ou d'articles de référence ou si vous connaissez des sites web de qualité traitant du thème abordé ici, merci de compléter l'article en donnant les références utiles à sa vérifiabilité et en les liant à la section « Notes et références ».
Albums de Red Fang
Red Fang
(2009) Whales and Leeches
(2013)
Murder the Mountains est le deuxième album du groupe Red Fang datant de 2011.

## Titres
1. Malverde [4:02]
2. Wires [5:43]
3. Hank is Dead [2:36]
4. Dirt Wizard [2:58]
5. Throw Up [6:33]
6. Painted Parade [2:28]
7. Number Thirteen [4:45]
8. Into the Eye [3:59]
9. The Undertow [5:02]
10. Human Herd [3:52]
11. Prehistoric Dog [4:28]
12. Reverse Thunder [3:16]